# NBA All-Star Weekend 1996
L'NBA All-Star Weekend 1996, svoltosi a San Antonio, vide la vittoria finale della Eastern Conference sulla Western Conference per 129 a 118.
Michael Jordan, dei Chicago Bulls, fu nominato MVP della partita. Brent Barry, dei Los Angeles Clippers, si aggiudicò l'NBA Slam Dunk Contest. Tim Legler, dei Washington Bullets vinse l'NBA Three-point Shootout.
L'NBA Rookie Challenge venne vinto dalla Eastern Conference sulla Western Conference per 94 a 92. MVP della partita fu Damon Stoudamire dei Toronto Raptors.

## Sabato

### NBA Rookie Challenge

#### Western Conference
| Western Conference |                        |     |     |     |     |     |     |     |    |
| Giocatore          | Squadra                | MIN | FGM | FGA | FTM | FTA | RIM | AST | PT |
| Antonio McDyess    | Denver Nuggets         | 23  | 8   | 12  | 1   | 2   | 7   | 0   | 17 |
| Joe Smith          | Golden State Warriors  | 22  | 6   | 10  | 5   | 6   | 6   | 3   | 20 |
| Arvydas Sabonis    | Portland Trail Blazers | 4   | 3   | 4   | 1   | 1   | 3   | 0   | 8  |
| Tyus Edney         | Sacramento Kings       | 26  | 6   | 14  | 2   | 2   | 1   | 7   | 14 |
| Michael Finley     | Phoenix Suns           | 25  | 4   | 7   | 0   | 0   | 3   | 9   | 9  |
| Brent Barry        | Los Angeles Clippers   | 17  | 4   | 10  | 0   | 0   | 0   | 4   | 8  |
| Kevin Garnett      | Minnesota Timberwolves | 17  | 3   | 7   | 2   | 4   | 4   | 6   | 8  |
| Bryant Reeves      | Vancouver Grizzlies    | 16  | 3   | 5   | 2   | 2   | 8   | 0   | 8  |
| Totale             |                        | 150 | 37  | 63  | 13  | 17  | 32  | 29  | 92 |
| All. Doug Moe      |                        |     |     |     |     |     |     |     |    |

MIN: minuti. FGM: tiri dal campo riusciti. FGA: tiri dal campo tentati. FTM: tiri liberi riusciti. FTA: tiri liberi tentati. RIM: rimbalzi. AST: assist. PT: punti

#### Eastern Conference
| Eastern Conference |                     |     |     |     |     |     |     |     |    |
| Giocatore          | Squadra             | MIN | FGM | FGA | FTM | FTA | RIM | AST | PT |
| Alan Henderson     | Atlanta Hawks       | 19  | 5   | 8   | 1   | 2   | 3   | 2   | 11 |
| Eric Williams      | Boston Celtics      | 22  | 6   | 9   | 3   | 4   | 2   | 2   | 15 |
| Rasheed Wallace    | Washington Bullets  | 24  | 5   | 9   | 2   | 2   | 6   | 1   | 12 |
| Jerry Stackhouse   | Philadelphia 76ers  | 24  | 5   | 9   | 4   | 4   | 5   | 2   | 15 |
| Damon Stoudamire   | Toronto Raptors     | 24  | 8   | 16  | 1   | 3   | 2   | 11  | 19 |
| Bob Sura           | Cleveland Cavaliers | 12  | 1   | 7   | 1   | 2   | 4   | 3   | 3  |
| Kurt Thomas        | Miami Heat          | 14  | 4   | 6   | 1   | 2   | 2   | 0   | 9  |
| Jiří Zídek         | Charlotte Hornets   | 11  | 5   | 9   | 0   | 0   | 6   | 1   | 10 |
| Totale             |                     | 150 | 39  | 73  | 13  | 19  | 30  | 22  | 94 |
| All. Bob Lanier    |                     |     |     |     |     |     |     |     |    |

MIN: minuti. FGM: tiri dal campo riusciti. FGA: tiri dal campo tentati. FTM: tiri liberi riusciti. FTA: tiri liberi tentati. RIM: rimbalzi. AST: assist. PT: punti

### Slam Dunk Contest
| Giocatore                       | Primo turno | Finale |
| ------------------------------- | ----------- | ------ |
| Brent Barry (L.A. Clippers)     | 45,5        | 49,0   |
| Michael Finley (Phoenix)        | 45,0        | 46,0   |
| Greg Minor (Boston)             | 41,0        | 40,0   |
| Jerry Stackhouse (Philadelphia) | 40,0        |        |
| Doug Christie (Toronto)         | 39,5        |        |
| Darrell Armstrong (Orlando)     | 25,5        |        |

### Three-point Shootout
- Tim Legler, Washington Bullets
- Steve Kerr, Chicago Bulls
- Dennis Scott, Orlando Magic
- Dana Barros, Seattle SuperSonics

- George McCloud, Dallas Mavericks
- Glen Rice, Miami Heat
- Hubert Davis, New York Knicks
- Clifford Robinson, Portland Trail Blazers

in grassetto è indicato il vincitore

## Domenica

### All-Star Game - Squadre

#### Western Conference
| Western Conference |                     |     |     |     |     |     |     |     |     |
| Giocatore          | Squadra             | MIN | FGM | FGA | FTM | FTA | RIM | AST | PT  |
| Charles Barkley    | Phoenix Suns        | 16  | 4   | 6   | 0   | 0   | 0   | 1   | 8   |
| Shawn Kemp         | Seattle SuperSonics | 22  | 6   | 12  | 1   | 2   | 4   | 1   | 13  |
| Hakeem Olajuwon    | Houston Rockets     | 14  | 2   | 8   | 0   | 0   | 3   | 0   | 4   |
| Clyde Drexler      | Houston Rockets     | 19  | 5   | 8   | 0   | 0   | 2   | 3   | 11  |
| Jason Kidd         | Dallas Mavericks    | 22  | 3   | 4   | 0   | 0   | 6   | 10  | 7   |
| David Robinson     | San Antonio Spurs   | 23  | 8   | 13  | 2   | 2   | 11  | 2   | 18  |
| Gary Payton        | Seattle SuperSonics | 28  | 6   | 10  | 6   | 6   | 5   | 5   | 18  |
| Sean Elliott       | San Antonio Spurs   | 22  | 5   | 12  | 1   | 1   | 5   | 2   | 13  |
| Karl Malone        | Utah Jazz           | 20  | 2   | 6   | 7   | 8   | 9   | 2   | 11  |
| Mitch Richmond     | Sacramento Kings    | 25  | 3   | 10  | 1   | 2   | 2   | 2   | 7   |
| Dikembe Mutombo    | Denver Nuggets      | 11  | 2   | 4   | 0   | 0   | 9   | 0   | 4   |
| John Stockton      | Utah Jazz           | 18  | 2   | 9   | 0   | 0   | 1   | 3   | 4   |
| Totale             |                     | 240 | 48  | 102 | 18  | 21  | 57  | 31  | 118 |
| All. George Karl   | Seattle SuperSonics |     |     |     |     |     |     |     |     |

MIN: minuti. FGM: tiri dal campo riusciti. FGA: tiri dal campo tentati. FTM: tiri liberi riusciti. FTA: tiri liberi tentati. RIM: rimbalzi. AST: assist. PT: punti

#### Eastern Conference
| Eastern Conference |                     |     |     |     |     |     |     |     |     |
| Giocatore          | Squadra             | MIN | FGM | FGA | FTM | FTA | RIM | AST | PT  |
| Scottie Pippen     | Chicago Bulls       | 25  | 4   | 7   | 0   | 0   | 8   | 5   | 8   |
| Grant Hill         | Detroit Pistons     | 26  | 6   | 10  | 2   | 2   | 3   | 2   | 14  |
| Shaquille O'Neal   | Orlando Magic       | 28  | 10  | 16  | 5   | 11  | 10  | 1   | 25  |
| Michael Jordan     | Chicago Bulls       | 22  | 8   | 11  | 4   | 4   | 4   | 1   | 20  |
| Anfernee Hardaway  | Orlando Magic       | 31  | 6   | 8   | 4   | 4   | 3   | 7   | 18  |
| Patrick Ewing      | New York Knicks     | 12  | 3   | 7   | 2   | 2   | 3   | 1   | 8   |
| Reggie Miller      | Indiana Pacers      | 18  | 4   | 8   | 0   | 0   | 2   | 2   | 8   |
| Vin Baker          | Milwaukee Bucks     | 14  | 2   | 5   | 2   | 2   | 2   | 2   | 6   |
| Terrell Brandon    | Cleveland Cavaliers | 20  | 4   | 10  | 2   | 2   | 1   | 3   | 11  |
| Glen Rice          | Charlotte Hornets   | 15  | 1   | 5   | 4   | 4   | 1   | 2   | 7   |
| Juwan Howard       | Washington Bullets  | 16  | 1   | 5   | 0   | 0   | 6   | 2   | 2   |
| Alonzo Mourning    | Miami Heat          | 13  | 1   | 6   | 0   | 0   | 1   | 0   | 2   |
| Totale             |                     | 240 | 50  | 98  | 25  | 31  | 44  | 28  | 129 |
| All. Phil Jackson  | Chicago Bulls       |     |     |     |     |     |     |     |     |

MIN: minuti. FGM: tiri dal campo riusciti. FGA: tiri dal campo tentati. FTM: tiri liberi riusciti. FTA: tiri liberi tentati. RIM: rimbalzi. AST: assist. PT: punti